# Basil Williams (patinador)
Basil J. Williams (11 de março de 1891 – 1951) foi um patinador artístico britânico que competiu em competições de duplas e individual. Ele conquistou uma medalha de bronze olímpica em 1920 ao lado de Phyllis Johnson.

## Principais resultados

### Individual masculino
| Jogos Olímpicos | 7.º |

### Duplas

#### Com Phyllis Johnson
| Jogos Olímpicos | Medalha de bronze |

#### Com Enid Harrison
| Campeonato Mundial | 6.º |